# Кокичи Цубураја
Кокичи Цубураја (јап. 円谷 幸吉; Сукагава, 13. мај 1940 — Асака, 9. јануар 1968) бивши јапански атлетичар тркач на дуге стазе. По занимању је био поручник у јапанским одбрамбеним снагама.

## Спортска биографија
Такмичио се за Јапан на Олимпијским играма 1964. одржаним у Токију. у две дисциплине. У првој, трци на 10.000 метара, био је шести, а маратонској трци одбранио је част Јапана освојивши треће место. Та бронза била је прва олимпијска медаља у атлетици за Јапан после 28 година. Сребрну медаљу је изгубио у последњих 100 метара трке када га је престигао британски маратонац Базил Хитли. После трке Цубураја разочаран због пораза у последњим метрима рекао је свом колеги из репрезентације Кенџију Кимихари, "починио сам неопростиву грешку и осрамотио се пред јапанским народом. Морам да се искупим на следећим играма у Мексику".

## Крај каријере и смрт
Цубараја је постао национални јунак, а будући да је био војно лице добио је наређење да напусти своју дужност у пешадијском тренинг-центру и да се потпуно посвети припремама за Олимпијске игре у Мексику 1968. Био је пресрећан и желео је да тамо тријумфује.
Међутим 1967. његовим тренинзима и срећи дошао је крај. После две повреде пуна три месеца провео је у болници, одакле је отпуштен са дијагнозом „потпуно опорављен“. Нажалост, прогноза није била тачна. Почео је да тренира, али је убрзо установљено да је његово тело потпуно сломљено, организам потпуно „истрошен“ и да нема никаквих изгледа да освоји олипијско злато.
Два месеца по изласку из болнице 9. јануара 1968, Кокичи је извршио самоубиство пресекавши оштрим ножем десну каротидну артерију. У писму које је оставио писало је „Не могу више да трчим“. Имао је само 27 година.